# منى دونالدسون
منى دونالدسون (بالإنجليزية: Mona Donaldson)‏ هي مونتيرة أسترالية، (و. 1900  م).

## وصلات خارجية
- مني دونالدسون على موقع IMDb (الإنجليزية)

## سيرتها
بدأت منى دونالدسون العمل لدى شركة أفلام أسترالية في سيدني عندما كانت مراهقة، وبعد عامين حصلت على وظيفة في شركة باراماونت كممتحنة أفلام وكاتبة حجز.  بعد أن أخذت استراحة من الصناعة لرعاية والدتها المريضة، حصلت على وظيفة كمحررة أفلام في مجلة Australasian. لم تحصل على الفضل في وظائف التحرير الأولى التي قامت بها لمخرجين مثل ألكسيس ألبرت، وفرانك هيرلي، وآرثر شيرلي. نُسب تحرير كتاب "مدة حياته الطبيعية" عام 1927 في الأصل إلى كاثرين دون فقط، ولكن تم الكشف لاحقًا أنه كان من عمل دونالدسون.  غادرت أستراليا في عام 1928 للعمل مع لاسي بيرسيفال، حيث قضت الثمانية عشر عامًا التالية. كما قامت أيضًا بعمل تعاقدي مع مختبرات الأفلام الأوتوماتيكية خلال هذه الفترة. تقاعدت من التحرير بعد معاناة طويلة مع المرض عام 1947، وافتتحت متجر القبعات الخاص بها. تزوجت لاحقًا من كيث موراي، الذي كانت تعرفه منذ سنوات.